# Хвостов, Григорий Стахиевич
Григо́рий Ста́хиевич Хвосто́в — комендант Саратова в 1727 году. О нём самом неизвестно ничего определённого. Однако известно состояние Саратова при нём. Имелся земляной вал. В городе находился магистрат, в котором работали два ратмана. Имелась канцелярия с особыми служителями, а также крепостная контора, где были задействованы один надсмотрщик и один писец. В городе проживал фискал Иван Дурасов. Имелось пять церквей и два монастыря. Население было достаточно большое по тем временам и составляло около 3000 жителей, из которых большинство, 1596 человек, принадлежали к купеческому сословию. Жители города торговало на волжском Левобережье с калмыками.